# La Chapelle-Bayvel
Pour les articles homonymes, voir La Chapelle.
La Chapelle-Bayvel est une commune française située dans le département de l'Eure, en région Normandie.

## Géographie

### Localisation
La Chapelle-Bayvel est une commune située dans l'Ouest du département de l'Eure et limitrophe de celui du Calvados. Selon l'atlas des paysages de Haute-Normandie, elle appartient à la région naturelle du Lieuvin. Toutefois, l'Agreste, le service de la statistique et de la prospective du ministère de l'Agriculture, de l'Agroalimentaire et de la Forêt, la classe au sein du pays d'Auge (en tant que région agricole).
| Martainville               | Martainville                              | Vannecrocq |
| Le Bois-Hellain            | La Chapelle-Bayvel                        | Épaignes   |
| Saint-Pierre-de-Cormeilles | Cormeilles, Saint-Sylvestre-de-Cormeilles |            |

### Hydrographie
La commune est située dans le bassin Seine-Normandie. Elle est drainée par le cours d'eau 02 de la commune de Epaignes, le Douet Tourtelle, le Douet Baron et le fossé 01 de la commune de la Chapelle -Bayvel,,.

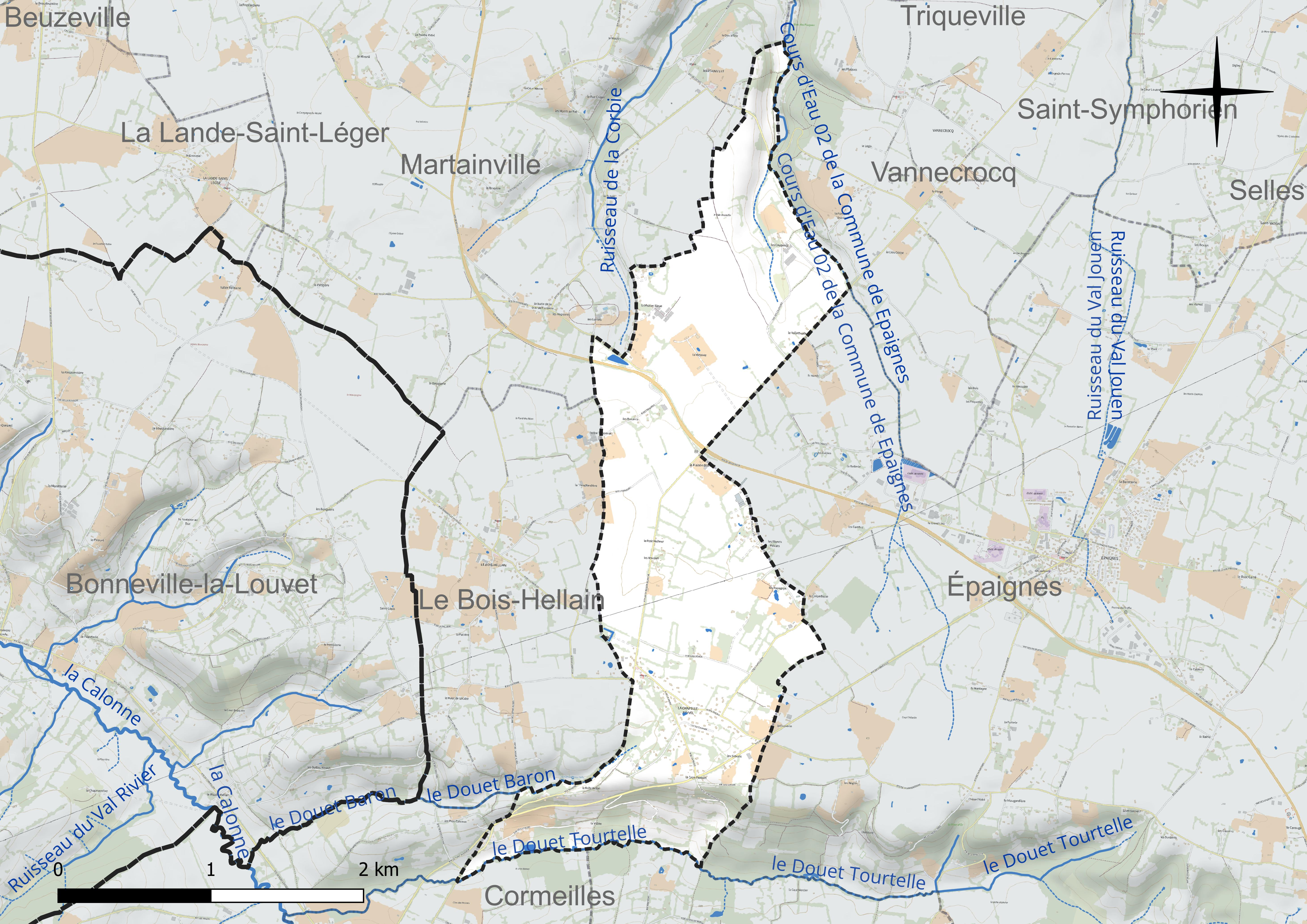
Réseau hydrographique de la Chapelle-Bayvel.

### Climat
Pour des articles plus généraux, voir Climat de la Normandie et Climat de l'Eure.
En 2010, le climat de la commune est de type climat océanique franc, selon une étude du CNRS s'appuyant sur une série de données couvrant la période 1971-2000. En 2020, Météo-France publie une typologie des climats de la France métropolitaine dans laquelle la commune est exposée à un climat océanique et est dans la région climatique  Côtes de la Manche orientale, caractérisée par un faible ensoleillement (1 550 h/an) ; forte humidité de l’air (plus de 20 h/jour avec humidité relative > 80 % en hiver), vents forts fréquents. Parallèlement le GIEC normand, un groupe régional d’experts sur le climat, différencie quant à lui, dans une étude de 2020, trois grands types de climats pour la région Normandie, nuancés à une échelle plus fine par les facteurs géographiques locaux. La commune est, selon ce zonage, exposée à un « climat contrasté des collines », correspondant au Pays d’Auge, Lieuvin et Roumois, moins directement soumis aux flux océaniques et connaissant toutefois des précipitations assez marquées en raison des reliefs collinaires qui favorisent leur formation.
Pour la période 1971-2000, la température annuelle moyenne est de 10,2 °C, avec  une amplitude thermique annuelle de 13,3 °C. Le cumul annuel moyen de précipitations est de 883 mm, avec 13 jours de précipitations en janvier et 8,7 jours en juillet. Pour la période 1991-2020, la température moyenne annuelle observée sur la station météorologique la plus proche, située sur la commune de Lieurey à 8 km à vol d'oiseau, est de 11,3 °C et le cumul annuel moyen de précipitations est de 893,1 mm,. Pour l'avenir, les paramètres climatiques de la commune estimés pour 2050 selon différents scénarios d’émission de gaz à effet de serre sont consultables sur un site dédié publié par Météo-France en novembre 2022.

## Urbanisme

### Typologie
Au 1er janvier 2024, La Chapelle-Bayvel est catégorisée commune rurale à habitat dispersé, selon la nouvelle grille communale de densité à 7 niveaux définie par l'Insee en 2022.
Elle est située hors unité urbaine et hors attraction des villes,.

### Occupation des sols
L'occupation des sols de la commune, telle qu'elle ressort de la base de données européenne d’occupation biophysique des sols Corine Land Cover (CLC), est marquée par l'importance des territoires agricoles (99,9 % en 2018), une proportion identique à celle de 1990 (99,9 %). La répartition détaillée en 2018 est la suivante : 
prairies (62,2 %), terres arables (32,2 %), zones agricoles hétérogènes (5,5 %), forêts (0,1 %). L'évolution de l’occupation des sols de la commune et de ses infrastructures peut être observée sur les différentes représentations cartographiques du territoire : la carte de Cassini (XVIIIe siècle), la carte d'état-major (1820-1866) et les cartes ou photos aériennes de l'IGN pour la période actuelle (1950 à aujourd'hui).

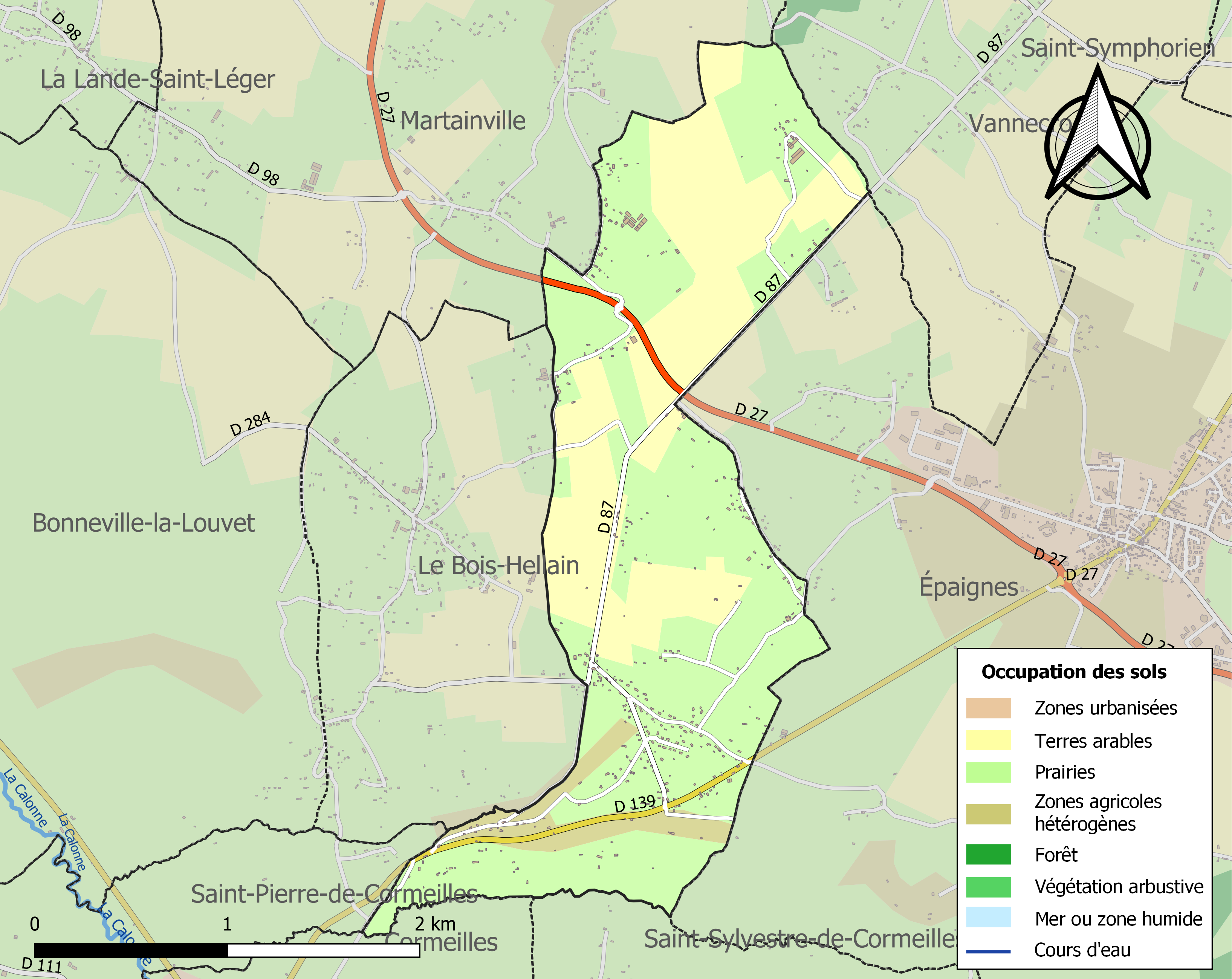
Carte des infrastructures et de l'occupation des sols de la commune en 2018 (CLC).

## Toponymie
Le nom de la localité est attesté sous la forme Capella Baivel en 1203, La Chapelle Boinel en 1210 (La Roque), La Chapelle Boivelle en 1792 (liste des émigrés).
Le nom de la commune signifie : « La chapelle offerte par la famille Baivel ou Bayvel » et fait référence à la chapelle Saint-Martin et à Guillaume Bayvel cité en 1190 et 1196.

## Histoire
- Ancienne voie romaine.
- Le moulin de Bayvel était un moulin banal pour les vassaux du seigneur de la Chapelle. Le château fut incendié à la Révolution par les habitants du Bois-Hellain. Le dernier seigneur du lieu fut M. de Giverville du Torpt.

## Politique et administration
| Période                                  | Période  | Identité       | Étiquette   | Qualité                         |
| ---------------------------------------- | -------- | -------------- | ----------- | ------------------------------- |
| ?                                        | ?        | Louis Larcher  |             |                                 |
| 1924                                     | 1959     | André Cavelier | Radical-RGR | Agriculteur, député (1951-1956) |
|                                          |          |                |             |                                 |
| mars 2001                                | En cours | Jacques Duval  | DVD         | Agriculteur                     |
| Les données manquantes sont à compléter. |          |                |             |                                 |

## Population et société

### Démographie
L'évolution du nombre d'habitants est connue à travers les recensements de la population effectués dans la commune depuis 1793. Pour les communes de moins de 10 000 habitants, une enquête de recensement portant sur toute la population est réalisée tous les cinq ans, les populations de référence des années intermédiaires étant quant à elles estimées par interpolation ou extrapolation. Pour la commune, le premier recensement exhaustif entrant dans le cadre du nouveau dispositif a été réalisé en 2008.

En 2022, la commune comptait 383 habitants, en évolution de −2,54 % par rapport à 2016 (Eure : −0,25 %, France hors Mayotte : +2,11 %).
| 1793 | 1800 | 1806 | 1821 | 1831 | 1836 | 1841 | 1846 | 1851 |
| ---- | ---- | ---- | ---- | ---- | ---- | ---- | ---- | ---- |
| 625  | 571  | 553  | 616  | 559  | 522  | 484  | 514  | 508  |

| 1856 | 1861 | 1866 | 1872 | 1876 | 1881 | 1886 | 1891 | 1896 |
| ---- | ---- | ---- | ---- | ---- | ---- | ---- | ---- | ---- |
| 505  | 462  | 480  | 446  | 406  | 343  | 309  | 304  | 300  |

| 1901 | 1906 | 1911 | 1921 | 1926 | 1931 | 1936 | 1946 | 1954 |
| ---- | ---- | ---- | ---- | ---- | ---- | ---- | ---- | ---- |
| 262  | 285  | 248  | 207  | 206  | 209  | 195  | 188  | 202  |

| 1962 | 1968 | 1975 | 1982 | 1990 | 1999 | 2006 | 2008 | 2013 |
| ---- | ---- | ---- | ---- | ---- | ---- | ---- | ---- | ---- |
| 183  | 195  | 211  | 206  | 189  | 216  | 293  | 315  | 381  |

| 2018 | 2022 | - | - | - | - | - | - | - |
| ---- | ---- | - | - | - | - | - | - | - |
| 379  | 383  | - | - | - | - | - | - | - |

## Culture locale et patrimoine

### Lieux et monuments
La commune de la Chapelle-Bayvel ne compte pas d'édifices inscrits ou classés au titre des monuments historiques. En revanche, plusieurs édifices sont inscrits à l'inventaire général du patrimoine culturel :
- le château de la Chapelle (XVIIIe)[28] ;
- l'église Saint-Martin (XIe et XIIe)[29] ;
- une croix de cimetière du XVIe siècle[30] ;
- une maison datant du XVIIIe siècle au lieu-dit les Papegays[31] ;
- une ferme du XVIIIe siècle au lieu-dit les Roussel[32].

Église paroissiale
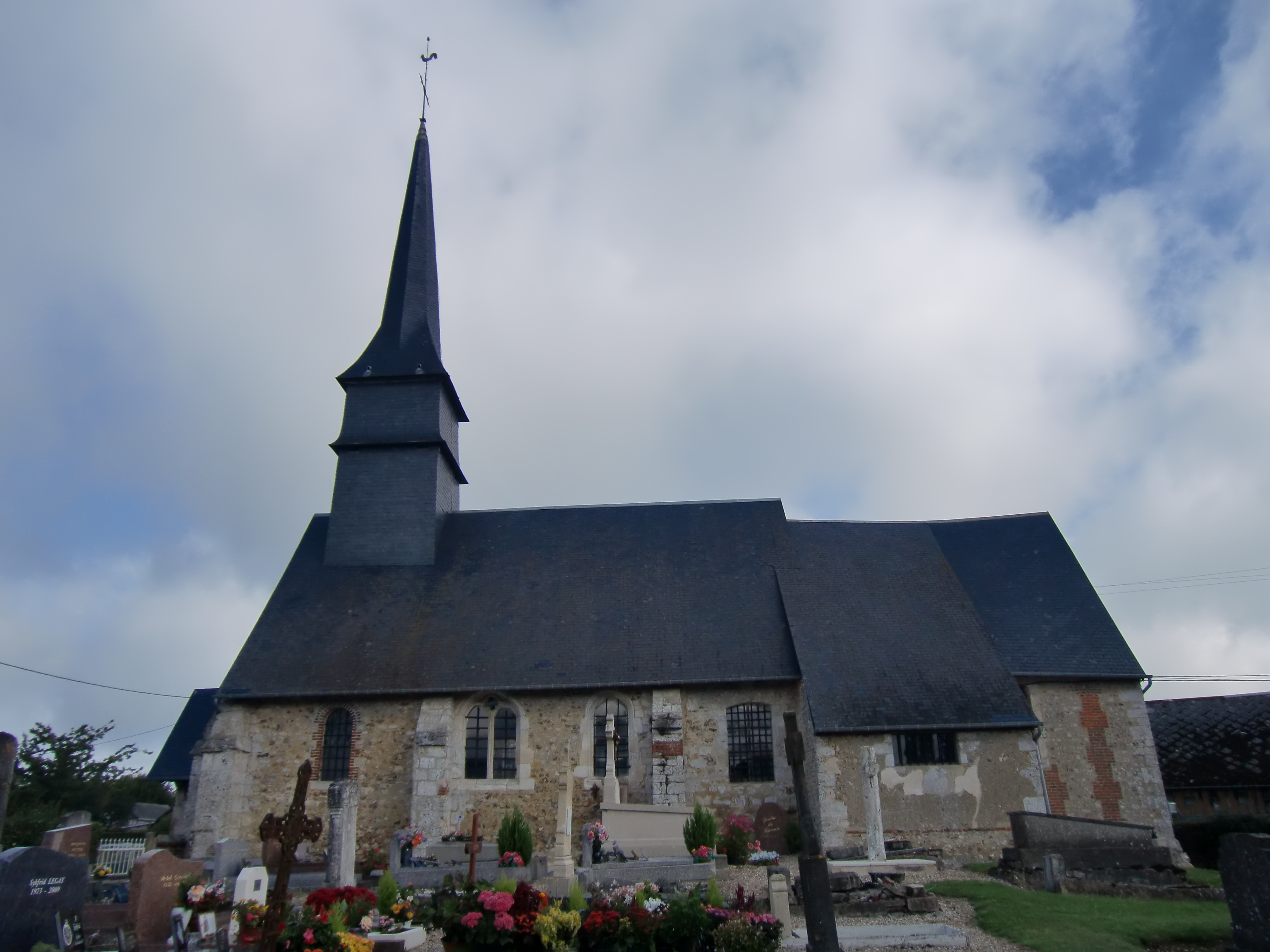
L'église paroissiale
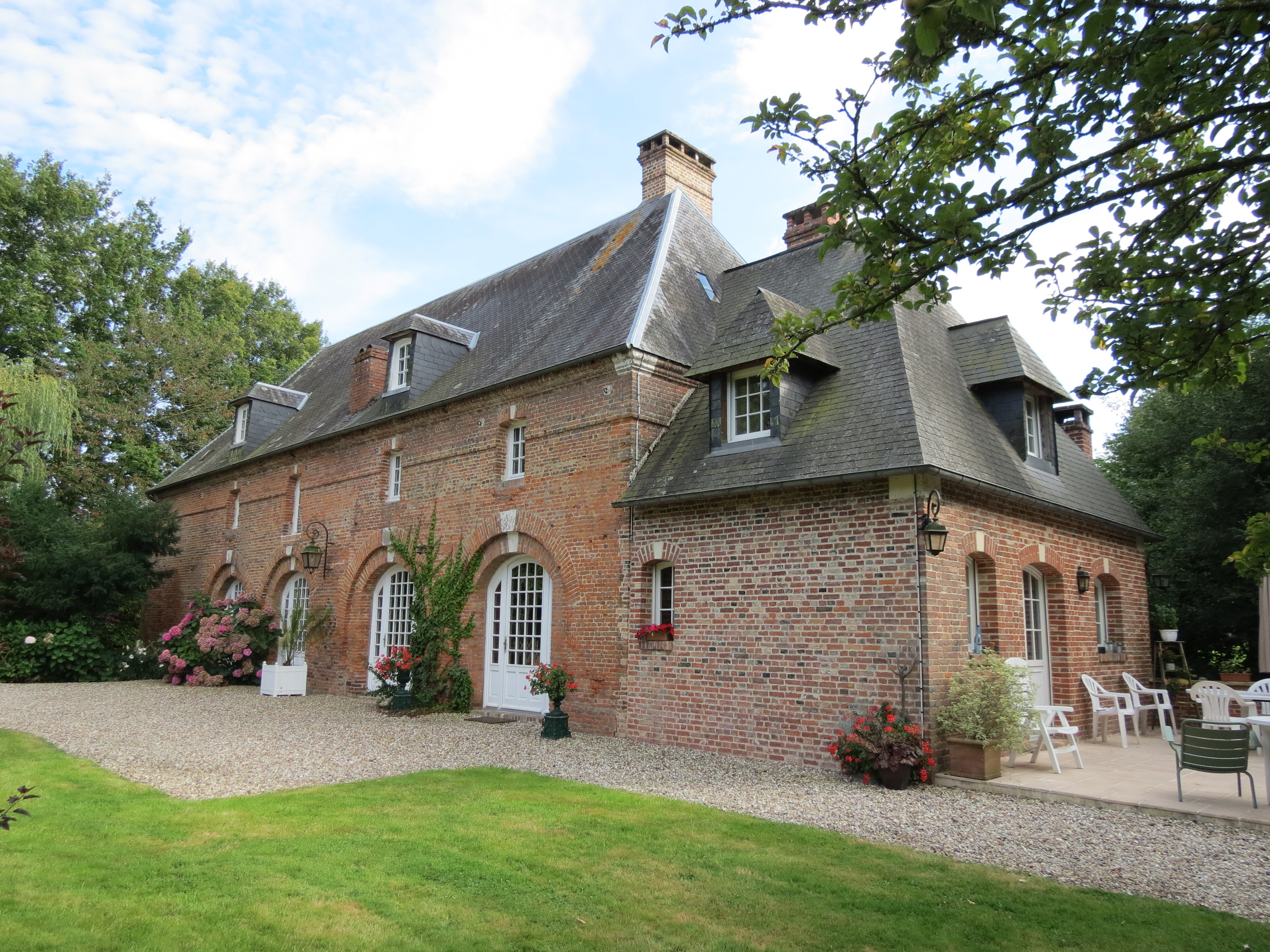
Anciennes écuries, vestige du château de la Chapelle

### Patrimoine naturel

#### Natura 2000
- Corbie[33].
- Le haut-bassin de la Calonne[34].

#### ZNIEFF de type 1
- Le douet Baron et les prés cateaux[35].
- Les prairies de la croix Floquet[36].
- Les traversins[37].

#### ZNIEFF de type 2
- La haute vallée de la Calonne[38]
- La basse vallée de la Risle et les vallées conséquentes de Pont-Audemer à la Seine[39].

### Personnalités liées à la commune
- André Cavelier (1894-1974), homme politique français, député (1951-1955), maire de la commune.